# Notiophilus rufipes
Notiophilus rufipes es una especie de escarabajo del género Notiophilus, familia Carabidae. Fue descrita científicamente por Curtis en 1829.
Esta especie es originaria del Paleártico y el Cercano Oriente. En Europa, se encuentra en Albania, Austria, Bélgica, Bosnia y Herzegovina, Gran Bretaña, incluida la isla de Man, Bulgaria, Córcega, Croacia, República Checa, Dinamarca continental, Estonia, Francia continental, Alemania, Grecia continental, Hungría, Italia continental, Kaliningrado, Liechtenstein, Luxemburgo, Moldavia, Macedonia del Norte, Noruega continental, Polonia, Portugal continental, centro, norte y sur de Rusia, Cerdeña, Sicilia, Eslovaquia, Eslovenia, España continental, Suecia, Suiza, Países Bajos y Ucrania.